# Coupe d'Angleterre de football 1901-1902
Navigation
Coupe d'Angleterre 1900-1901 Coupe d'Angleterre 1902-1903
La Coupe d'Angleterre de football 1901-1902 est la 31e édition de la Coupe d'Angleterre de football. 
La finale se joue le 19 avril 1902 à Crystal Palace à Londres entre Sheffield United et Southampton. Les deux clubs font match nul 1 à 1, la finale est rejouée le 26 avril au même endroit, Sheffield s'impose finalement 2 à 1 et remporte son deuxième titre.

## Compétition

### Quarts de finale
Les quarts de finale ont lieu le 22 février 1902.
| Équipe 1          | Résultat | Équipe 2         |
| ----------------- | -------- | ---------------- |
| Bury              | 2 – 3    | Southampton      |
| Nottingham Forest | 2 - 0    | Stoke City       |
| Portsmouth        | 0 - 0    | Derby County     |
| Newcastle United  | 1 - 1    | Sheffield United |

Matchs d'appui le 27 mars 1901.
| Équipe 1         | Résultat | Équipe 2         |
| ---------------- | -------- | ---------------- |
| Derby County     | 6 - 3    | Portsmouth       |
| Sheffield United | 2 - 1    | Newcastle United |

### Demi-finales
Les demi finales ont lieu le 15 mars 1902, tous les matchs ont lieu sur terrain neutre.
| Équipe 1         | Résultat | Équipe 2          |
| ---------------- | -------- | ----------------- |
| Sheffield United | 1 – 1    | Derby County      |
| Southampton      | 3 - 1    | Nottingham Forest |

Match d'appui le 20 mars 1902.
| Équipe 1     | Résultat | Équipe 2         |
| ------------ | -------- | ---------------- |
| Derby County | 1 – 1    | Sheffield United |

Match d'appui le 27 mars 1902.
| Équipe 1     | Résultat | Équipe 2         |
| ------------ | -------- | ---------------- |
| Derby County | 0 – 1    | Sheffield United |

### Finale
| Finale de la Coupe d'Angleterre 1901-1902. | Sheffield United | 1 – 1   | Southampton | Crystal Palace à Londres |                      |
| 19 avril 1902                              |                  | (0 – 0) |             | Spectateurs : 76 914     | Spectateurs : 76 914 |

Match d'appui :
| Finale de la Coupe d'Angleterre 1901-1902. | Sheffield United | 2 – 1   | Southampton | Crystal Palace à Londres |                      |
| 26 avril 1902                              |                  | (1 – 0) |             | Spectateurs : 33 068     | Spectateurs : 33 068 |